# We Are One (Kiss)
We Are One è un brano del gruppo hard rock Kiss pubblicato per la prima volta all'interno dell'album Psycho Circus del 1998.

## La canzone
Questo singolo è stato scritto dal bassista Gene Simmons.

Pubblicata come singolo nel 1998, la canzone è entrata nelle classifiche solo in pochi paesi e non è riuscita a classificarsi negli Stati Uniti e nel Regno Unito.

## Tracce
- Lato A: We Are One
- Lato B: Psycho Circus

## Formazione
- Gene Simmons - chitarra solista, voce principale e cori
- Paul Stanley - chitarra acustica e cori
- Tommy Thayer - basso e assolo di chitarra finale[2]
- Kevin Valentine - batteria

## Classifiche
- 40° nel Australian Singles Charts (Australia)